# Міхалувка (Малопольське воєводство)
Міхалувка (пол. Michałówka) — село в Польщі, у гміні Тшицьонж Олькуського повіту Малопольського воєводства.
Населення — 469 осіб (2011).
У 1975-1998 роках село належало до Краківського воєводства.

## Демографія
Демографічна структура станом на 31 березня 2011 року:
|          | Загалом | Допрацездатний вік | Працездатний вік | Постпрацездатний вік |
| -------- | ------- | ------------------ | ---------------- | -------------------- |
| Чоловіки | 235     | 62                 | 152              | 21                   |
| Жінки    | 234     | 47                 | 133              | 54                   |
| Разом    | 469     | 109                | 285              | 75                   |